# إيميج شاك
إيميج شاك (بالإنجليزية: ImageShack)هو موقع أستضافة صور مجانية. وأكثر الارباح يجنيها الموقع من
الاعلانات، كان عام 2007 من أفضل 40 موقع حسب ترتيب أليكسا. وقد انخفضت إلي 150 في الترتيب.
معلومات
في سنة 2003 اشتهر بشعبية كبيرة جدا، كان من مميزات الموقع يتيح المجال للمستخدم اختيار ملف ليرفعه.من الامتدادات التي كان يقبلها الموقع JPG، PNG، GIF، TIFF، BMP. أقصى حجم للصورة الواحدة لايتجاو ز عن 5 ميجا بايت.
بعد تحميل الملف يتم إعادة توجية تلقائيا الي صفحة تحتوي علي العديد من الخيارات للملف المرفوع، علي هيئة Html، التي تسمح ان تستخدمها علي مواقع اخري بشكل أفضل.والتسجيل مجاني يعطي للمستخدم مميزات مثل معاينة الصور التي قام برفعها سابقا وحذفها اينما شاء.
وأيضا يوفر الموقع تحميل الفيديو.